# Bolesław Łaszczyński

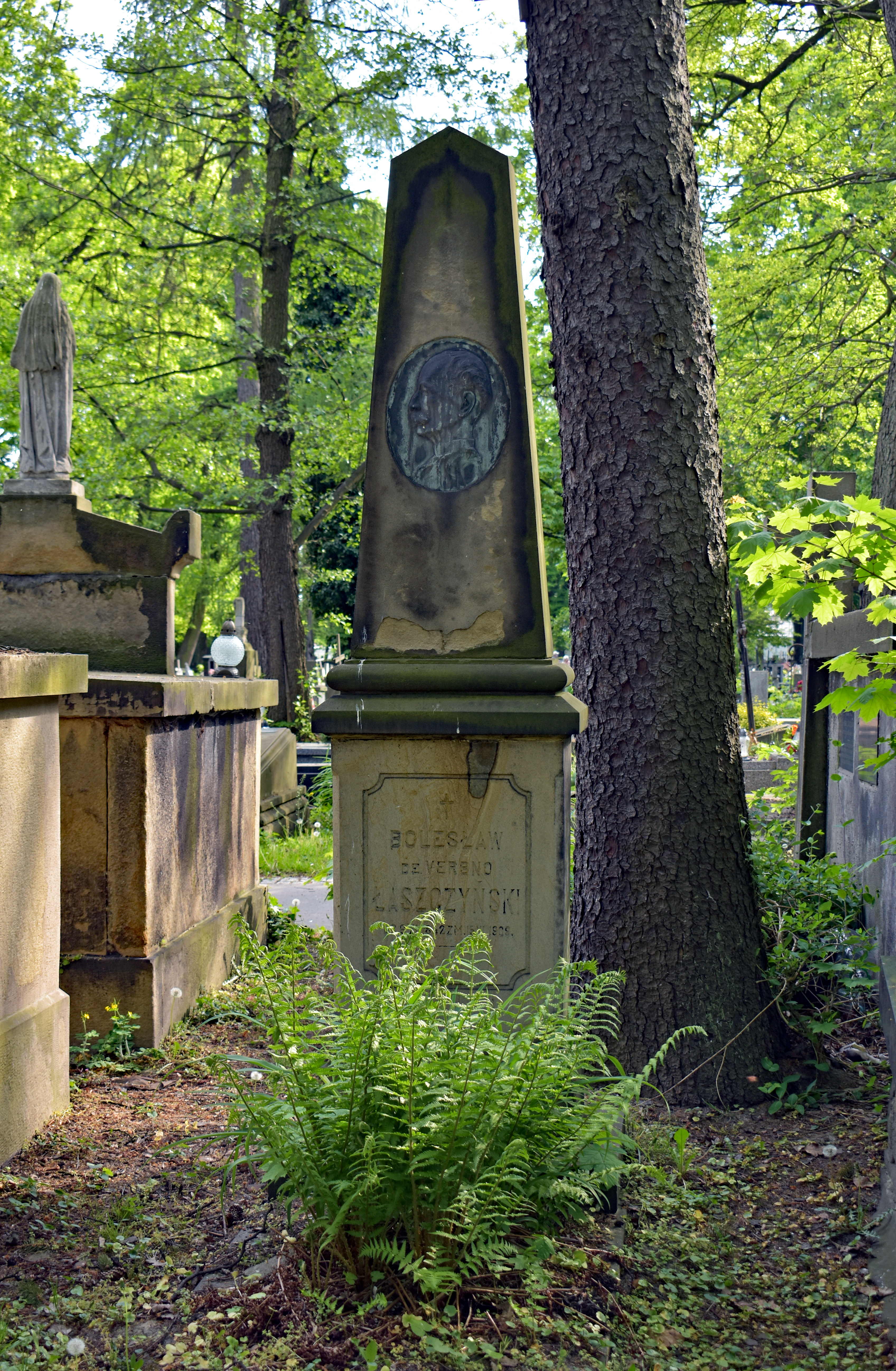
Cmentarz Rakowicki.
Grób Bolesława Łaszczyńskiego.

Bolesław Łaszczyński (ur. 6 listopada 1842 w Grabowie, zm. 15 czerwca 1909 w Krakowie) – artysta malarz.

## Życiorys
Był synem Stanisława, właściciela ziemskiego, oficera grenadierów gwardii WP, zesłańca na Sybir, i Olgi z Halpertów. Uczęszczał do gimnazjum Marii Magdaleny w Poznaniu, a potem wraz ze starszym bratem Władysławem został wysłany przez rodziców do szkoły w Tienen w Belgii, gdzie zdał maturę.
Po ukończeniu tego gimnazjum Łaszczyński wyjechał do Heidelbergu, gdzie studiował archeologię. W styczniu 1865 r. przeniósł się do Monachium, aby rozpocząć w tamtejszej Akademii Sztuk Pięknych studia malarskie (Antikenklasse: immatrykulacja 6 IV 1867 r.), zakończone w roku 1868. Przebył szkołę antyków i techniczną szkołę malarstwa. W 1867 uzyskał medal brązowy i do 1870 przebywał w Monachium uzupełniając studia.
W Monachium Łaszczyński zaprzyjaźnił się blisko z Maksymilianem Gierymskim. Następnie od 1870 przebywał we Włoszech i mieszkał dłuższy czas we Florencji i Rzymie. W 1872 powrócił do Monachium.
W 1877 Łaszczyński przeniósł się do Warszawy. Brał czynny udział w życiu artystycznym miasta, wystawiając swe prace w Towarzystwie Przyjaciół Sztuk Pięknych w Krakowie (TPSP) (już od 1868) i w Zachęcie. W latach 1882–1889 był członkiem komitetu „Zachęty”. Uczestniczył w wystawach zagranicznych.
W 1890 przeniósł się ponownie do Monachium z którego pod koniec życia powrócił do kraju i osiadł w Krakowie. W latach 1893–1898 wykonał dla katedry poznańskiej sześć kompozycji prezbiterium (Aniołowie u Piasta, Chrzest Polski, Założenie katedry, Święty Wojciech, Polska przedmurzem chrześcijaństwa, Św. Józefat Kuncewicz), malowidła w łuku tęczowym (Św. Cyryl i Metody, symbole sakramentów), 2 kompozycje w kaplicy Serca Jezusa (Chrystus zstępujący do otchłani, Uzdrowienie ślepych) oraz dwa obrazy ścienne dla kaplicy seminarium duchownego (Ojcowie Kościoła, Legenda o bogatym młodzieńcu) oraz freski według Przemienienia Rafaela dla kościoła Przemienienia Pańskiego w Poznaniu.
Studia Łaszczyńskiego w akademii monachijskiej i związki z polską kolonią artystyczną w Monachium znalazły swe odbicie w jego twórczości. Utwory jego charakteryzuje drobiazgowe wykończenie, poprawny akademicki rysunek, rozwinięcie anegdoty. Z zamiłowaniem malował obrazy przedstawiające sceny z przeszłości Polski (określane przez recenzentów jako «kontuszowe»), jak Tajna wiadomość z czasów konfederacji barskiej, Pokuta szlachcica.
Niektóre z nich były ilustracją utworów literackich A. Mickiewicza (np. Czaty, ilustracje do Pana Tadeusza: Tak, tak, Gerwazeńku, Zamysły wojenne), H. Sienkiewicza (Pojedynek Bohuna z Wołodyjowskim), J. Kitowicza (Corda fidelium). Znanym dziełem Łaszczyńskiego jest obraz Śmierć Chopina (namalowany w 1874).
Przez pewien czas dostarczał Łaszczyński kompozycji do drzeworytów dla wychodzącego w Poznaniu pisma „Sobótka, Tygodnik Beletrystyczno-Ilustrowany”.
Uprawiał również malarstwo religijne. Oprócz wspomnianych malowideł ściennych malował obrazy olejne, jak Nawiedzenie Najśw. Panny Maryi, Niepokalane Poczęcie, Św. Anna, Kyrie Eleison, Św. Michał. Niektóre z nich znalazły się w kościołach, np. Wizytek w Warszawie, w kościele na Grzybowie (ten ostatni obraz artysta pokazał na wystawie w Paryżu w 1886).
W czasie pobytu we Włoszech malował tamtejsze widoki, czasem ze sztafażem ludzkim. Wiele z nich pokazał na wystawach w Zachęcie i krakowskim TPSP: Przystań rybacka w 'Sorrento, Chłopcy kąpiący się w Sorrento, Łodzie rybackie w Porto d’Ancio, Ruiny portu Nerona w Porto d’Ancio, Zakątek rzymski, Kościół Św. Dominika. Malował Łaszczyński także pejzaże w kraju: Przedmieście nieświeskie, Zagroda góralska w Wiśle, Wioska, Odnawianie kolumny Zygmunta III.
Znaczną pozycję w twórczości Łaszczyńskiego stanowią portrety, wśród nich wymienić należy portrety: arcybiskupa F. Stablewskiego, Juliana Konstantego Ordona, bohatera wiersza Mickiewicza (malowany we Florencji w 1872), staruszki Franciszki z Zakrzewskich Moraczewskiej (1896), Maksymiliana Jackowskiego, Portret damy z dziewczynką (wystawiony w Zachęcie w 1879), Portret dzieci artysty (wystawiony w 1882), Portret Michała Hertza, rysunek Po pracy.
Zajmował się również publicystyką o sztuce, opracowywał głównie życiorysy współczesnych mu malarzy. W ostatnich latach życia nie wystawiał swoich obrazów.
Pochowany na cmentarzu Rakowickim. Od 1870 Łaszczyński był ożeniony z Józefą Moraczewską, z którą miał dzieci: Olgę (zamężną Szczawińską), Janinę (rzeźbiarkę), Grażynę, Zbigniewa i Witolda (doktora medycyny).

## Prace

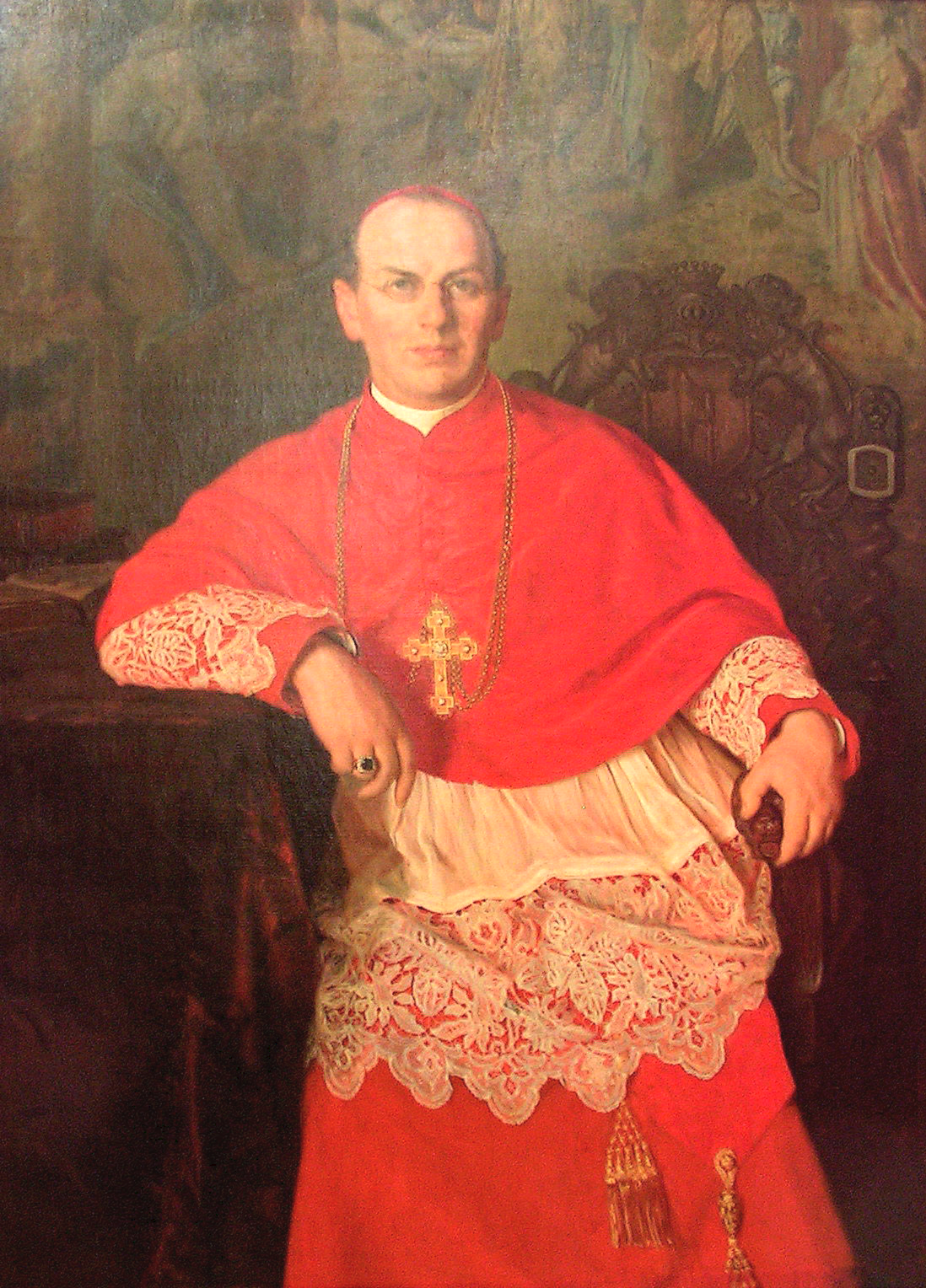
Portret Floriana Stablewskiego
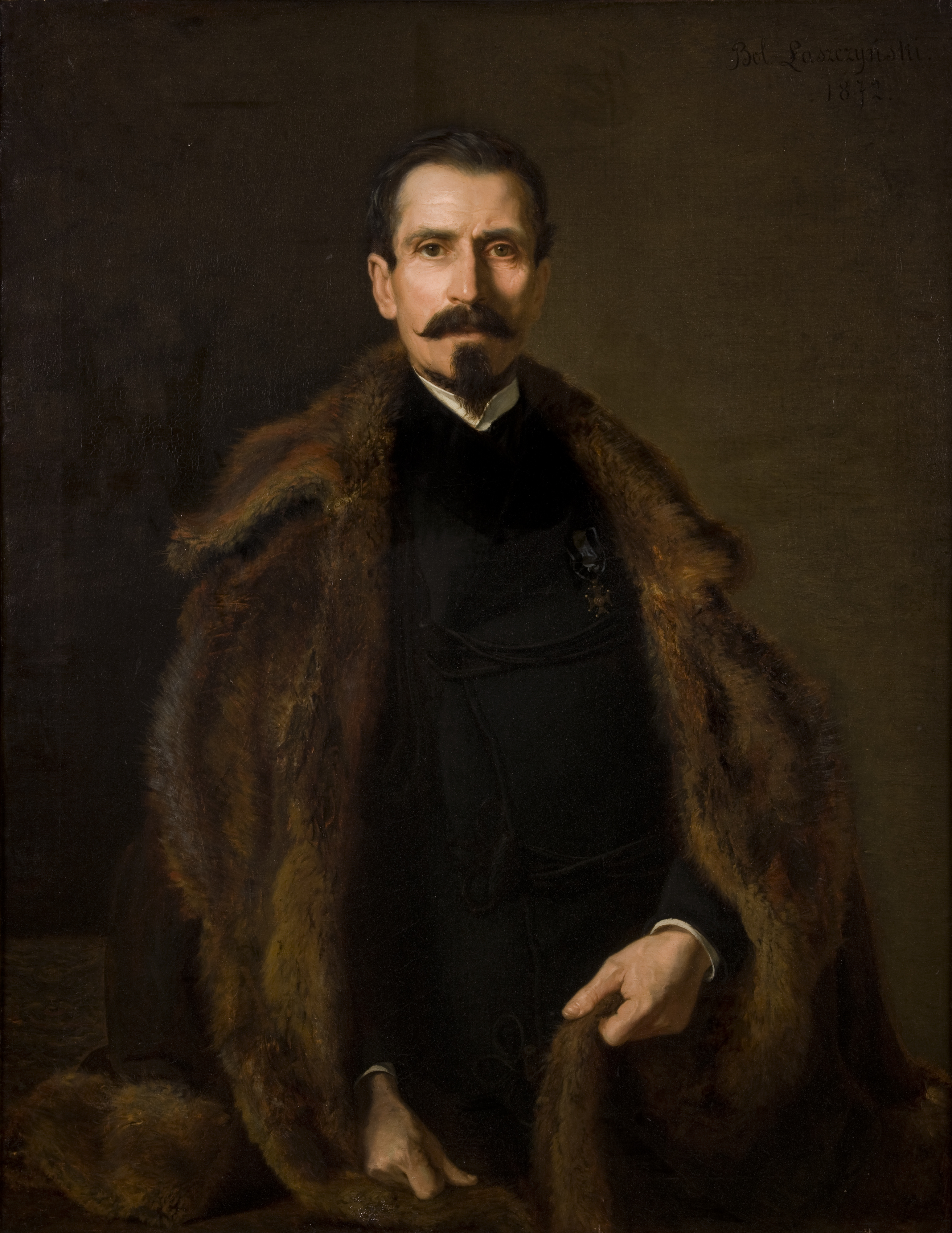
Portret Juliana Konstantego Ordona (1872)
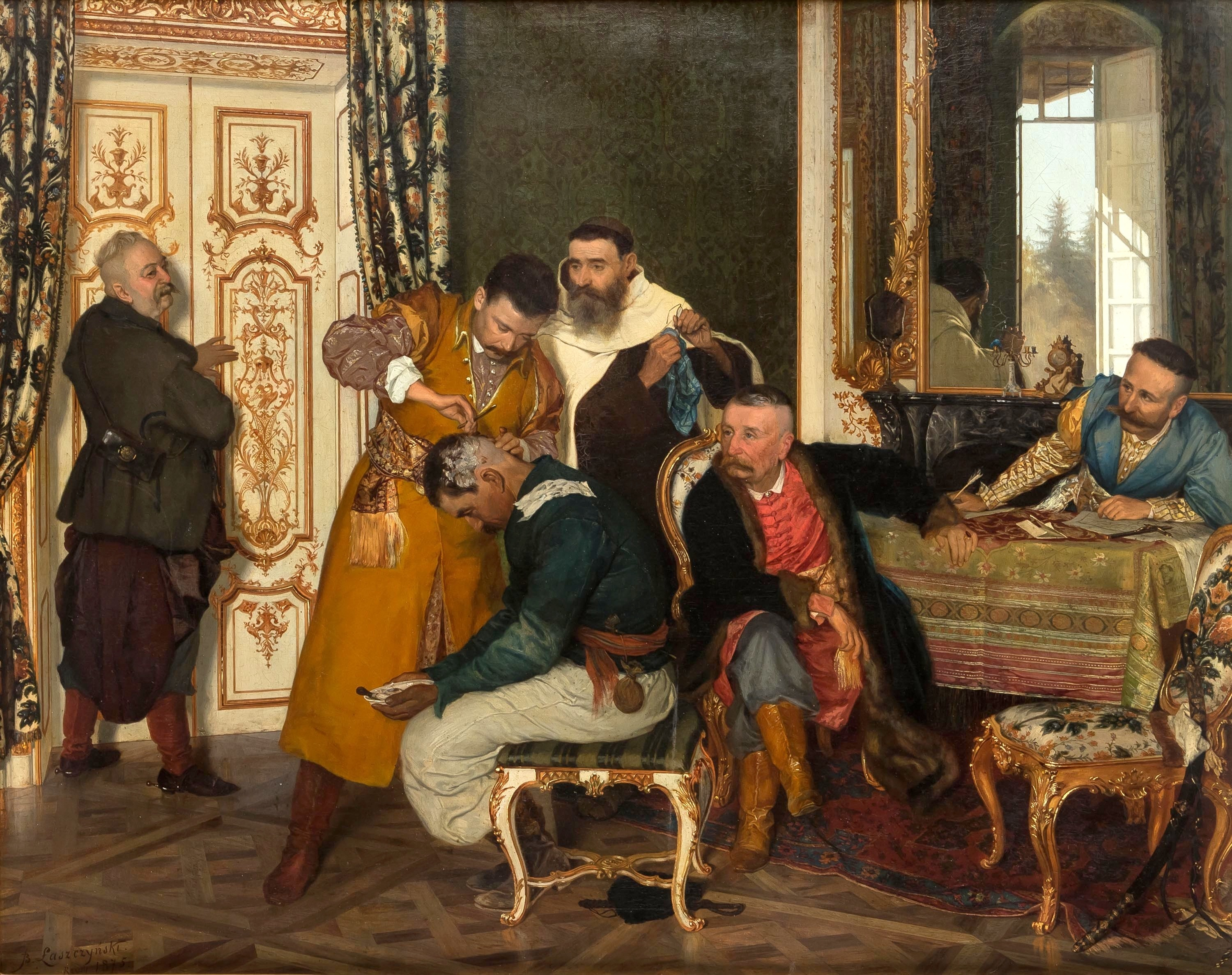
List żywy - Scena z Pamiątek Soplicy Henryka Rzewuskiego (1875)
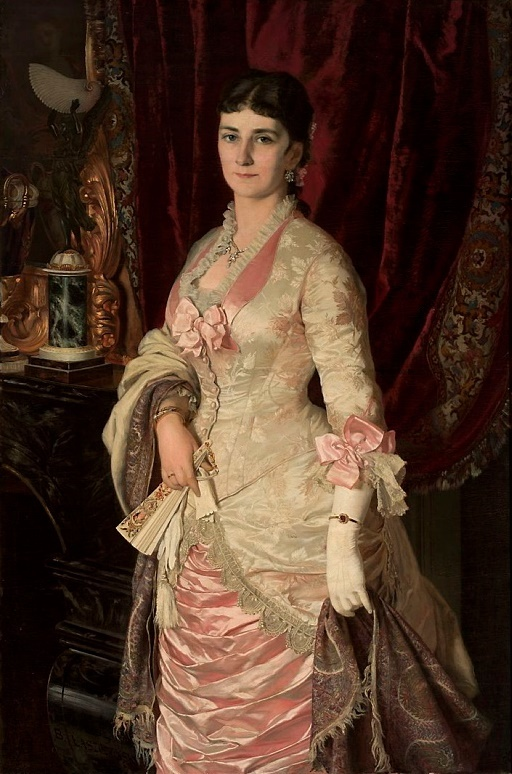
Portret damy w atłasowej sukni (1882)